# Nordland I
Nordland I jedanaesti je studijski album švedskog ekstremnog metal sastava Bathory. Album je 18. studenog 2002. godine objavila diskografska kuća Black Mark Production. Album označava povratak žanru viking metala koji je označio Bathoryjevo srednje razdoblje postojanja te sadrži pjesme koje se uglavnom bave tematikom nordijske mitologije. 

## Pozadina
Nordland I je izvorno trebao biti prvi u serijalu od četiri konceptualna albuma, no Quorthon je za života uspio dovršiti samo prva dva albuma (drugi u nizu albuma je Nordland II koji je objavljen 2003. godine).

## Popis pjesama
Tekstovi i glazba: Quorthon. 
| 1.    | »Prelude«                            | 2:35 |
| 2.    | »Nordland«                           | 9:21 |
| 3.    | »Vinterblot«                         | 5:17 |
| 4.    | »Dragons Breath«                     | 6:45 |
| 5.    | »Ring of Gold«                       | 5:35 |
| 6.    | »Foreverdark Woods«                  | 8:06 |
| 7.    | »Broken Sword«                       | 5:35 |
| 8.    | »Great Hall Awaits a Fallen Brother« | 8:17 |
| 9.    | »Mother Earth Father Thunder«        | 5:38 |
| 10.   | »Heimfard«                           | 2:12 |
| 59:21 |                                      |      |

## Zasluge
Bathory
- Quorthon - vokali, svi instrumenti, produkcija, dizajn

Ostalo osoblje
- Boss - produkcija
- Mikael "Mimo" Moberg - snimanje
- Necrolord - naslovnica